# نيازك IAB

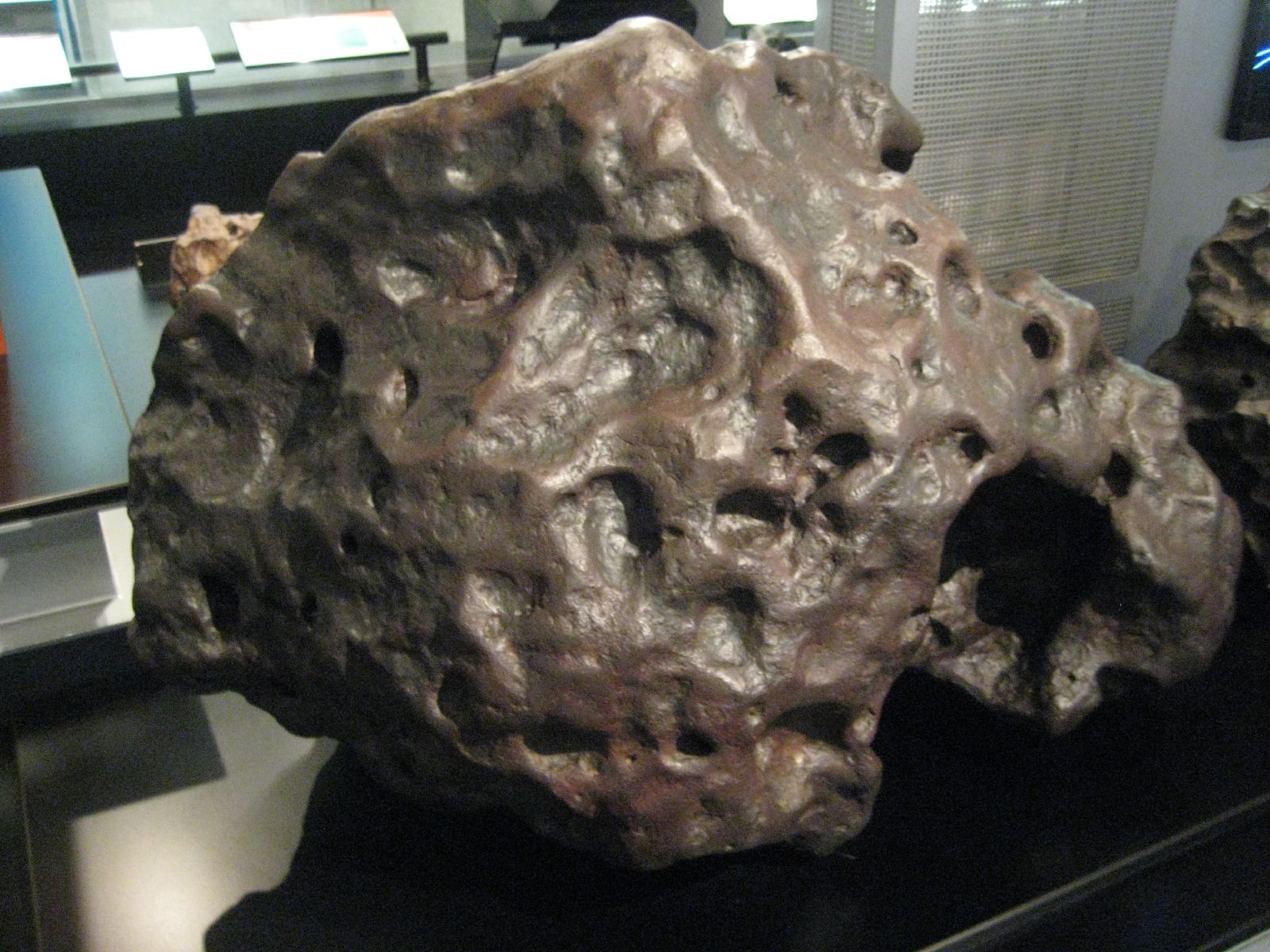
نيزك بحيرة غوس هو نيزك IAB حديدي عثر علية عام 1938 في مقاطعة مودوك، كاليفورنيا.

نيازك IAB هي مجموعة من النيازك الحديدية وفقا لتكوينها العام ونيازك لا كوندرية بدائية بسبب احتوائها على السيليكات التي تظهر تشابة قوي لمجموعة نيازك وينونيتس ونيازك الكوندوريت .

## الوصف والتصنيف
نيازك IAB تتكون من الحديد النيزكي (كاماسيت وتاينيت) وشوائب السيليكات هيكليا يمكن أن تكون هيكساهدريتس ( تتألف بشكل حصري تقريبا من النيكل والكاماسيت). ومعظم نيازك IAB أوكتاهدريت متوسطة الخشونة إلى تاينيت- لاميلا خشنة ذات أشكال فيدمان شتيتن متميزة.
إنشئت مجموعة IAB من مجموعات IA وIB القديمة ويفضل بعض المؤلّفون أيضا تسميتها مجموعة IAB المعقدة.